# 곽동휘
곽동휘(1992년 3월 24일 ~ )은 대한민국의 전 아나운서, 현 쇼호스트다.

## 경력
- G1방송 MC
- 2019년 ~ 2021년 : KBS 프리랜서 입사 아나운서 (KBS창원방송총국 근무)
- 2021년 ~ 현재 : 현 롯데홈쇼핑 쇼호스트